# Hippolito Chizzola
Hippolito Chizzola CRL (* 1522 in Brescia; † 1565 in Padua) „Canonico regulare lateranense“ war ein italienischer Geistlicher und ab 1565 Bischof von Termoli. Er war ein bedeutender Prediger, der gegen die Häresien seiner Zeit auftrat.

## Leben und Wirken
Hippolito Chizzola war der Sohn des Cavaliere Joannes Chizzola und stammt aus einer angesehenen Brescianer Familie. Er trat im Alter von 12 Jahren in das Kloster San Salvatore ein. Im Alter von 17 Jahren wurde er zum Priester geweiht.
Chizzola war ein bekannter Prediger, er predigte unter anderem in Cremona, Pavia, Venedig, Genua und Mantua, wo er der Familie Gonzaga sehr nahestand. Anfangs war er von der Reformation beeinflusst und einer ihrer Verfechter in Italien. Infolgedessen musste er sich zwischen 1549 und 1551 in Rom vor der Römischen Inquisition rechtfertigen, die ihn in einem Verfahren unter den „Andersdenkenden“ aufführt. 1551 gestand er schließlich seine Irrtümer ein.
Für den Bischof von Brescia war Chizzola Peritus beim Konzil von Trient. 1561 beauftragte von Papst Pius IV. ihn, eine Denkschrift über eine Kirchenreform zu verfassen und als Materialsammlung dafür kontroverstheologische Bücher anzuschaffen. Es bestand der Plan, Theologen über die Kontroverslehren, besonders aber über die Autorität des Papsttums, debattieren zu lassen. Chizzola setzte sich beim maßgebenden Inquisitionskardinal Michele Ghislieri dafür ein, dass man die Argumente der Protestanten nach den Originalschriften (in fonte) und nicht etwa aus Büchern der katholischen Kontroverstheologen darstellen müsse – ein Vorschlag, über dessen Ausführung aber nichts bekannt ist. Beim Konzil trat Chizzola 1561 mit einem Bericht gegen Pier Paolo Vergerio auf, mit dem er korrespondierte und ihn zur Umkehr bewegen wollte. Hippolito dürfte in einigen Punkten nach wie vor mit der Reformation sympathisiert haben. Neu war, dass er seine Berichte in italienischer Sprache und nicht lateinisch verfasste. In den Jahren 1555 bis 1562 war er wiederholt in Rom. Er berichtete Cosimo I. de’ Medici über die Vorkommnisse in Rom und über den Prozess, den Papst Pius IV. gegen Carlo Carafa und Giovanni Carafa angestrengt hatte und an dessen Ende der Papst Kardinal Carafa zum Tode verurteilen und erdrosseln ließ.
Chizzola verfasste mehrere Bücher und Schriften, unter anderem zur Verteidigung der Beschlüsse des Trienter Konzils und widmete diese Schriften dem Hl. Karl Borromäus. Noch 1565 wurde er zum Bischof von Termoli ernannt und sollte im Auftrag des Papstes eine Reise nach Böhmen antreten, um gegen die Häresien zu predigen. Jedoch starb er kurz vorher in Padua in S. Giovanni di Verdara, wo er auch begraben liegt.

## Darstellungen
Mit Chizzolas Porträt wurde eine Bronzemedaille gefertigt, was eine seltene Ehrung darstellt. Ein von Sofonisba Anguissola (1535–1625) 1556 gemaltes Porträt hängt in der Pinacoteca Tosio Martinengo in Brescia. Ein Zeichen der nachhaltiger Bedeutung Chizzolas für den Orden ist ein von Ignatz Gottlieb Kröll nach 1731 gemaltes Fresko-Medaillon an der Südwand der Stiftsbibliothek des Augustiner-Chorherrenstiftes Vorau (Steiermark).